# Храм Дианы (Рим)
Храм Дианы ― древнеримское культовое сооружение, построенное, по легенде, в VI веке до н. э. во время правления царя Сервия Туллия. 

## История
Согласно Титу Ливию однажды в Рим пришло известие о постройке нового величественного храма Артемиды в Эфесе. Было сказано, что этот храм был построен совместными усилиями граждан городов Малой Азии. Римский царь Сервий Туллий по достоинству оценил такой акт согласия в греческих городах и убедил латинов построить храм богини Дианы в Риме вместе с римлянами. В качестве места строительства был выбран Авентинский холм. 
Вскоре после постройки храма у одной сабинской семьи родилась корова удивительной красоты и размера. Авгуры предсказывали, что бразды верховного правления перейдут к тому городу, гражданин которого пожертвует эту корову Диане. Соответственно, сабинец отвёл корову в храм Дианы в Риме и повёл её к жертвенному алтарю. Однако прежде чем он смог совершить жертву, римский жрец подошёл к нему и спросил, не собирается ли тот в самом деле приносить жертву грязными руками. Жрец убедил человека пойти и омыть свои руки в Тибре. Как только сабинянин покинул храм, чтобы отправиться к реке, священник немедленно пожертвовал корову к великому удовольствию Рима и его царя. 
Более поздние храмовые посвящения в древнеримской религии часто имели в своей основе ритуальные формулы и культовые предписания, разработанные для Храма Дианы на Авентине.
Неизвестно, посещал ли кто-либо храм Дианы до IV века н. э., но он точно был закрыт во время гонений на язычников в поздней Римской империи. 

## Наследие
Небольшая улица в Риме, Виа дель Темпио ди Диана, названа в честь храма.